# Department of Conservation
Het Department of Conservation (Māori: Te Papa Atawhai, ook wel bekend onder zijn afkorting DOC) is de Nieuw-Zeelandse overheidsorganisatie die zich bezighoudt met natuurbescherming en natuurlijk erfgoed.

## Verantwoordelijkheden

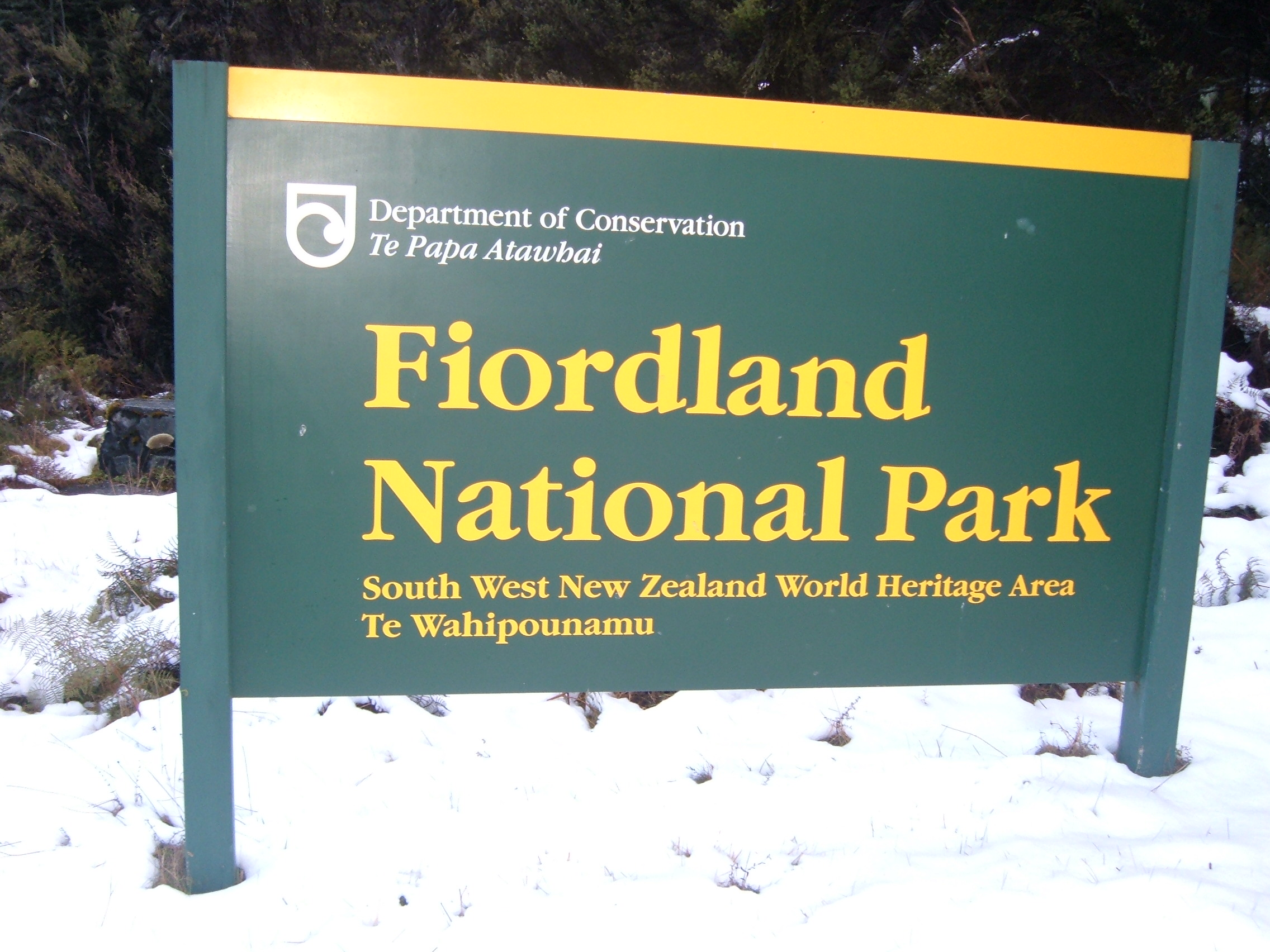
DOC-symbool

Het DOC werd opgericht in 1987 toen de Conservation Act ('Wet van Behoud') werd aangenomen om delen van de Department of Lands and Survey ('Departement van land en landmeting'), Forest Service (bosbeheer) en Wildlife Service (natuurbeheer) te integreren in een geheel. Deze wet bakende ook het grootste gedeelte van de verantwoordelijkheden en rollen van het departement af. 
Het DOC beheert het grootste gedeelte van het Kroonland in Nieuw-Zeeland. Dit is bijna een derde van het land van Nieuw-Zeeland, waaronder nationale parken, bossen, zeegebieden, reservaten, rivieroevers, kusten, wetlands en vele aflandige eilanden. De meeste gebieden onder zijn beheer zijn beschermd vanwege wetenschappelijke, historische of culturele redenen of worden gebruikt voor recreatieve doeleinden. 
In aanvulling op zijn werk om het landschap in Nieuw-Zeeland te beheren, houdt het DOC zich ook bezig met het behouden van het natuurlijke erfgoed. Dat houdt in: het beschermen van inheemse, bedreigde soorten, omgaan met bedreigingen als dierlijke plagen en invasieve plantensoorten, herstel van habitats, beschermen van het zeeleven en landeigenaren ondersteunen bij het effectief beheren van natuurlijk erfgoed. Ook beheert het DOC historische plekken op publiek terrein. 
De zorg voor recreatie is ook belangrijk onderdeel van zijn taak en dit houdt in dat plaatsen om te picknicken en wandelpaden worden onderhouden. Het DOC beheert ook het Nature Heritage Fund ('Natuurlijk Erfgoedfonds') en is tevens verantwoordelijk voor de brandbestrijding in landelijke gebieden.
Het Department of Conservation is sponsor van het New Zealand Plant Conservation Network (NCPZN), een niet-gouvernementele organisatie die zich in Nieuw-Zeeland bezighoudt met de bescherming en het herstel van de oorspronkelijke flora en hun natuurlijke habitats.

## Belangrijke gebeurtenissen

### Ongeval bij Cave Creek
In 1995 kwamen veertien mensen om toen een door het DOC beheerde uitkijkpost instortte. Onmiddellijk na het ongeval werden alle 106 uitkijkposten van het DOC in Nieuw-Zeeland nagekeken. Vijftien uitkijkposten werden gesloten voor reparatie .
Een onderzoekscommissie  die na het ongeval werd ingesteld, maakte bekend dat het departement illegaal en nalatig had gehandeld bij het construeren van de uitkijkpost. De commissie stelde ook dat het departement te weinig geld had voor het uitvoeren van zijn taken, wat leidde tot een cultuur van ondermaatse veiligheidsprocedures. Veel mensen in Nieuw-Zeeland bekritiseerden de regering vanwege de toestand van het departement. Dennis Marshall, de verantwoordelijke minister trad uiteindelijk af vanwege het incident. Sinds het onderzoek hebben er radicale veranderingen plaatsgevonden aan de procedures van het departement om veiligheid prioriteit te geven.

### Vulkaanuitbarsting op Raoul Island
In maart 2006 vond er een vulkaanuitbarsting plaats bij de Green Lake op Raoul Island, wat beheerd wordt door het DOC. Mogelijk is DOC-medewerker Mark Kearny hierbij om het leven gekomen. Op de tijd van de uitbarsting was Mark Kearny mogelijk bezig met temperatuurmetingen van het Green Lake als onderdeel van een programma voor het controleren van vulkanische activiteit. Vijf andere medewerkers, die ook op het eiland leefden werden vlak na de uitbarsting gedwongen om terug te keren naar Nieuw-Zeeland. Zoektochten naar Mark Kearny, die werden gehinderd door de afgelegen locatie van het eiland en het risico op verdere vulkanische activiteit, hebben sindsdien niets opgeleverd.